# Дитячий пісенний конкурс Євробачення 2016
Дитячий пісенний конкурс «Євробачення-2016» (англ. Junior Eurovision Song Contest 2016) став 14-м конкурсом Дитячого «Євробачення», організованим Public Broadcasting Services та Європейською мовною Спілкою. Конкурс пройшов у столиці Мальти, Валетті, після того, як співачка Дестіні з піснею «Not My Soul» принесла перемогу країні.
Усього учасниками Дитячого пісенного конкурсу Євробачення 2016 стали 17 країн. Кіпр, Ізраїль та Польща повернулися до конкурсу в той час як Сан-Марино, Чорногорія та Словенія відмовилися від участі.
Переможницею конкурсу стала Маріам Мамадашвілі, яка представляла Грузію з піснею «Mzeo», що стало третьою перемогою країни на Дитячому Євробаченні (після 2008 та 2011 років) та зробило Грузію першою країною, яка тричі виграла конкурс. Вірменія й Італія фінішували на другому та третьому місцях відповідно.

## Країни-учасниці
| №  | Країна             | Учасник                   | Пісня                                                           | Місце | Бали |
| -- | ------------------ | ------------------------- | --------------------------------------------------------------- | ----- | ---- |
| 1  | Ірландія           | Зена Доннеллі             | «Bríce ar Bhríce»                                               | 10    | 122  |
| 2  | Вірменія           | Анаїт і Марі              | «Tarber» (Տարբեր)                                               | 2     | 232  |
| 3  | Албанія            | Клеста Кехая              | «Besoj»                                                         | 13    | 38   |
| 4  | Росія              | The Water of Life Project | «Water of Life»                                                 | 4     | 202  |
| 5  | Мальта             | Крістіна Магрін           | «Parachute»                                                     | 6     | 191  |
| 6  | Болгарія           | Лідія Ганева              | «Magical Day (Valsheben den)» (Вълшебен ден)                    | 9     | 161  |
| 7  | Північна Македонія | Мартія Станойкович        | «Love Will Lead Our Way (Ljubovta ne vodi)» (Љубовта не води)   | 12    | 41   |
| 8  | Польща             | Олівія Вєчорек            | «Nie zapomnij»                                                  | 11    | 60   |
| 9  | Білорусь           | Александр Міньонок        | «Musyka moikh pobed (Music is My Only Way)» (Музыка моих побед) | 7     | 177  |
| 10 | Україна            | Софія Роль                | «Planet Craves for Love»                                        | 14    | 30   |
| 11 | Італія             | Фіамма Бочча              | «Cara Mamma (Dear Mom)»                                         | 3     | 209  |
| 12 | Сербія             | Дуня Єлічич               | «U la la la» (У ла ла ла)                                       | 17    | 14   |
| 13 | Ізраїль            | Шир і Тім                 | «Follow My Heart»                                               | 15    | 27   |
| 14 | Австралія          | Алекса Кертіс             | «We Are»                                                        | 5     | 202  |
| 15 | Нідерланди         | Kisses                    | «Kisses and Dancin'»                                            | 8     | 174  |
| 16 | Кіпр               | Джордж Міхаелідес         | «Dance Floor»                                                   | 16    | 27   |
| 17 | Грузія             | Маріам Мамадашвілі        | «Mzeo» (მზეო)                                                   | 1     | 239  |